# تس (فیلم)
تس (انگلیسی: Tess) فیلمی رمانتیک به کارگردانی رومن پولانسکی و اقتباسی از رمان تس از خانواده دوربرویل اثر توماس هاردی است که در سال ۱۹۷۹ منتشر شد. از بازیگران آن می‌توان به ناستاسیا کینسکی و پیتر فرث اشاره کرد.